# Razoleeuwerik
De razoleeuwerik (Alauda razae) is een zangvogel uit de familie van leeuweriken (Alaudidae).
Het is een ernstig bedreigde vogelsoort, endemisch op Kaapverdië.

## Kenmerken
De vogel is 18 cm lang. Deze leeuwerik heeft een opvallende dikke snavel, vooral de mannetjes. Het is een sterk roodbruin en zwart gestreepte vogel met een kort rechtop staand kuifje. De vogel is lichter van onder, maar ook daar duidelijk gestreept. De vogel lijkt sterk op de gewone veldleeuwerik.

## Verspreiding en leefgebied
Deze soort is endemisch op een klein, droog gedeelte (7 km²) van het onbewoonde eiland Razo (Kaapverdië). Het leefgebied bestaat uit vlak, spaarzaam begroeid terrein van vulkanische as met daarin droge beddingen.

## Status
De razoleeuwerik heeft een beperkt verspreidingsgebied en daardoor is de kans op uitsterven groot. De grootte van de populatie werd in 2013 door BirdLife International geschat op 250 tot 1000 individuen. Het leefgebied wordt bedreigd door periodes van droogte door klimaatverandering. Verder worden soms honden, ratten en katten op het eiland ingevoerd door vissers. Tot in 2013 bleek het eiland nog vrij van invasieve zoogdieren. Om deze redenen staat deze soort als ernstig bedreigd op de Rode Lijst van de IUCN.